# Эйнем, Готфрид фон
Готфрид фон Эйнем (также Айнем; нем. Gottfried von Einem; 24 января 1918, Берн, — 12 июля 1996, Майсау) — австрийский композитор, праведник народов мира.

## Биография
Готфрид фон Эйнем родился в Швейцарии, в Берне, в семье австрийского военного атташе Вильяма фон Эйнема. В 1922 году родители поселились в Маленте (Шлезвиг-Гольштейн). Профессиональных музыкантов в семье не было, но музыку любили, в доме Эйнемов бывали Пауль Хиндемит, Артуро Тосканини и Бруно Вальтер.
Эйнем сочинял музыку с шести лет; в 1938 году он бесплатно предложил свои услуги Берлинской государственной опере, где в течение нескольких лет работал помощником режиссёра и играл в оркестре на челесте. В 1940 году гестапо предъявило Эйнему обвинение в измене родине, он был арестован, но в 1941 году освобождён.
В 1941—1943 годах Эйнем учился композиции у Бориса Блахера, который, после увольнения из Дрезденской консерватории за выступления в защиту преследуемых нацистами композиторов, мог давать только частные уроки. В 1943—1944 годах состоялись премьеры его первых крупных сочинений: «Каприччио» и «Кончерто» для оркестра, балета «Принцесса Турандот».
Во время Второй мировой войны в Берлине Эйнем помог спасти жизнь и продолжить профессиональное развитие молодого еврейского музыканта Конрада Латте, наняв его в качестве ассистента на репетициях «Принцессы Турандот», а затем помог ему найти другую работу. Эйнем получил продовольственную книжку и членский билет Имперской музыкальной палаты для Латте и одолжил ему собственный пропуск в Государственную оперу, а также познакомил его с друзьями, которые могли помочь его подпольному существованию.
После окончания Второй мировой войны Эйнем был приглашён в качестве музыкального консультанта в Дрезденскую государственную оперу; здесь он получил заказ на оперу «Смерть Дантона» по одноимённой драме Георга Бюхнера. Премьера оперы состоялась в 1947 году в рамках Зальцбургского фестиваля и принесла композитору международную славу; «Смерть Дантона» и поныне остаётся самой известной его оперой.
В 1948 году Эйнем был назначен одним из директоров Зальцбургского фестиваля; в том же году Бертольт Брехт, вернувшийся в Европу из США с американскими документами, вскоре у него отобранными, в разговоре о его возможном участии в фестивале, затронул вопрос о паспорте. Учитывая австрийское происхождение жены Брехта, актрисы Елены Вайгель, Эйнем ходатайствовал о предоставлении ему австрийского гражданства. Вопрос был решён положительно в сентябре 1950 года, — не дождавшийся австрийского паспорта Брехт к тому времени уже полтора года жил в Восточном Берлине и был гражданином ГДР; ходатайство Эйнема в Австрии расценили как проявление «неблагонадёжности», и в 1951 году он был исключён из директората Зальцбургского фестиваля. Однако уже в 1953 году Эйнем, к тому времени переселившийся в Вену, стал членом художественного совета фестиваля, а с 1957 года был его председателем.
В 1963—1973 годах Эйнем был профессором Венской академии музыки; в 1965—1970 годах — президентом Общества авторов, композиторов и музыкальных издателей. В 1971 году в Вене с большим успехом прошла премьера его оперы «Визит старой дамы», основанной на одноимённой пьесе Ф. Дюрренматта; но в 1980 году новая опера Эйнема, «Свадьба Иисуса» (Jesu Hochzeit), поставленная в Вене и в Ганновере, вызвала скандал: либретто, написанное женой композитора — писательницей Лоттой Ингриш, сочли кощунственным. В 1973—1991 годах Эйнем был президентом Международного общества Густава Малера.
Умер Готфрид фон Эйнем в Майсау, в Нижней Австрии, 12 июля 1996 года. Похоронен на Хитцингском кладбище.

## Сочинения

### Оперы
- «Смерть Дантона» (Dantons Tod, по одноимённой драме Г. Бюхнера, 1947)
- «Процесс» (Der Prozess, по роману Ф. Кафки, 1953)
- «Мятежный» (1964)
- «Визит старой дамы» (Der Besuch der alten Dame, по одноимённой драме Ф. Дюрренматта, 1969; Вена, 1971)
- «Коварство и любовь» (Kabale und Liebe, по одноимённой драме Ф. Шиллера; Вена, 1976)
- «Свадьба Иисуса» (Jesu Hochzeit, либретто Лотты Ингриш, 1980)
- «Приданое для новорожденного» (1984)

### Балеты
- «Принцесса Турандот» (Prinzessin Turandot, 1944)
- «Каприччио» для оркестра (1943)
- «Кончерто» для оркестра (1944)
- «Симфонические сцены для оркестра» (1956)
- «Баллада для оркестра» (1957)
- «Мюнхенская симфония» (1983)
- Четвёртая симфония (1988)

### Другие сочинения
- «Родившимся после смерти отца» (кантата, 1971)
- «Вольдфиртлеровские песни» (на стихи Л. Ингриш, 1983)
- «Двенадцать песен на стихи разных поэтов» (1985)